# Anglars de Salèrn
Anglars de Salern (en francès Anglards-de-Salers) és un municipi francès situat al departament de Cantal i a la regió d'Alvèrnia-Roine-Alps. L'any 2007 tenia 767 habitants.

## Demografia

### Població
El 2007 la població de fet d'Anglards-de-Salers era de 767 persones. Hi havia 330 famílies de les quals 104 eren unipersonals (36 homes vivint sols i 68 dones vivint soles), 111 parelles sense fills, 95 parelles amb fills i 20 famílies monoparentals amb fills.
La població ha evolucionat segons el següent gràfic:
Habitants censats

### Habitatges
El 2007 hi havia 555 habitatges, 349 eren l'habitatge principal de la família, 173 eren segones residències i 34 estaven desocupats. 534 eren cases i 20 eren apartaments. Dels 349 habitatges principals, 258 estaven ocupats pels seus propietaris, 76 estaven llogats i ocupats pels llogaters i 14 estaven cedits a títol gratuït; 27 tenien dues cambres, 55 en tenien tres, 107 en tenien quatre i 160 en tenien cinc o més. 220 habitatges disposaven pel capbaix d'una plaça de pàrquing. A 173 habitatges hi havia un automòbil i a 125 n'hi havia dos o més.

### Piràmide de població
La piràmide de població per edats i sexe el 2009 era:
| Homes | Edats   | Dones |
| ----- | ------- | ----- |
| 0     | 95 o +  | 0     |
| 0     | 90 a 94 | 4     |
| 4     | 85 a 89 | 8     |
| 16    | 80 a 84 | 4     |
| 20    | 75 a 79 | 36    |
| 20    | 70 a 74 | 24    |
| 24    | 65 a 69 | 40    |
| 52    | 60 a 64 | 28    |
| 16    | 55 a 59 | 20    |
| 40    | 50 a 54 | 44    |
| 20    | 45 a 49 | 24    |
| 32    | 40 a 44 | 20    |
| 12    | 35 a 39 | 32    |
| 20    | 30 a 34 | 32    |
| 12    | 25 a 29 | 12    |
| 20    | 20 a 24 | 16    |
| 32    | 15 a 19 | 12    |
| 8     | 10 a 14 | 28    |
| 20    | 5 a 9   | 20    |
| 16    | 0 a 4   | 8     |

## Economia
El 2007 la població en edat de treballar era de 457 persones, 316 eren actives i 141 eren inactives. De les 316 persones actives 294 estaven ocupades (169 homes i 125 dones) i 22 estaven aturades (8 homes i 14 dones). De les 141 persones inactives 56 estaven jubilades, 29 estaven estudiant i 56 estaven classificades com a «altres inactius».

### Ingressos
El 2009 a Anglards-de-Salers hi havia 363 unitats fiscals que integraven 776 persones, la mediana anual d'ingressos fiscals per persona era de 13.467 €.

### Activitats econòmiques
Dels 41 establiments que hi havia el 2007, 1 era d'una empresa alimentària, 1 d'una empresa de fabricació d'elements pel transport, 10 d'empreses de construcció, 10 d'empreses de comerç i reparació d'automòbils, 3 d'empreses de transport, 4 d'empreses d'hostatgeria i restauració, 4 d'empreses immobiliàries, 4 d'empreses de serveis, 2 d'entitats de l'administració pública i 2 d'empreses classificades com a «altres activitats de serveis».
Dels 12 establiments de servei als particulars que hi havia el 2009, 1 era una oficina de correu, 2 tallers de reparació d'automòbils i de material agrícola, 1 paleta, 4 fusteries, 2 electricistes, 1 perruqueria i 1 agència immobiliària.
Dels 4 establiments comercials que hi havia el 2009, 3 eren botiges de menys de 120 m² i 1 una fleca.
L'any 2000 a Anglards-de-Salers hi havia 69 explotacions agrícoles que ocupaven un total de 3.591 hectàrees.

## Equipaments sanitaris i escolars
El 2009 hi havia una escola elemental.

## Poblacions més properes
El següent diagrama mostra les poblacions més properes.